# 魯克爾鄉

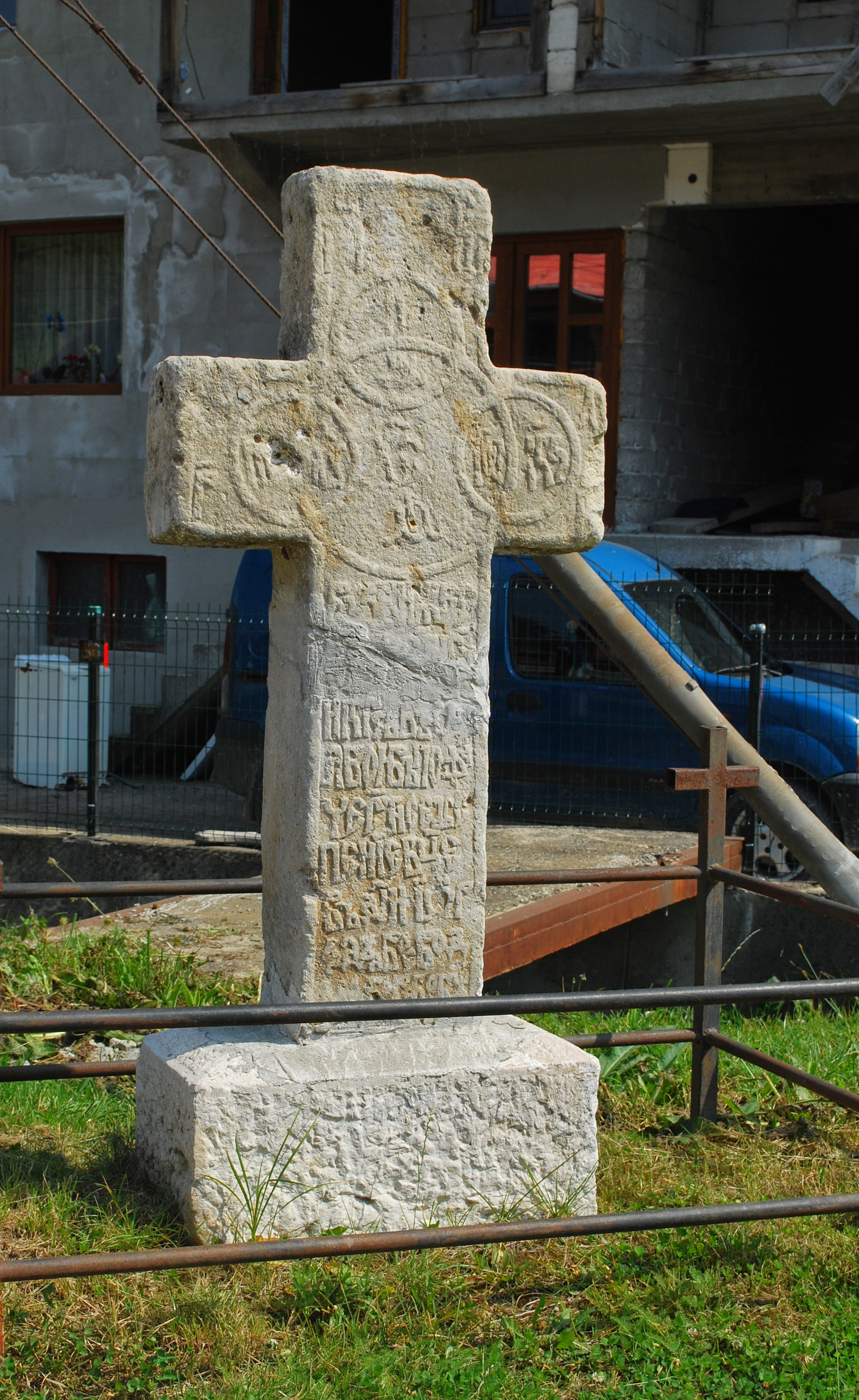
魯克爾鄉

45°23′15″N 25°10′15″E / 45.38750°N 25.17083°E
魯克爾鄉（羅馬尼亞語：Comuna Rucăr, Argeș），是羅馬尼亞的鄉份，位於該國中南部，由阿爾傑什縣負責管轄，面積300平方公里，海拔高度1,021米，2007年人口6,149，人口密度每平方公里21人。